# Estación de Can Jaumandreu
Can Jaumandreu es una estación de la línea T5 del Trambesòs de Barcelona situada entre las paradas de La Farinera y Espronceda. Está ubicada en el lateral de la Gran Vía de las Cortes Catalanas en su intersección con la Rambla del Poblenou, en el distrito de San Martín. 
Recibe su nombre del antiguo complejo industrial Can Jaumandreu, situado a escasos metros y que actualmente acoge talleres ocupacionales de Barcelona Activa.

## Historia
La estación se proyectó como una de las seis paradas de la nueva línea T5 del Trambesòs, que inicialmente cubría el trayecto entre Glòries y Besòs. El 27 de septiembre de 2006, a escasos días de su inauguración, un tranvía que circulaba en pruebas en sentido Glòries descarriló al entrar en Can Jaumandreu. La Autoridad del Transporte Metropolitano optó por modificar 40 metros de trazado para mejorar el radio de giro a la entrada de la estación, y elevó el muro de separación con la Gran Vía como medida de protección. Todo ello supuso un retraso en la inauguración de la T5, que finalmente tuvo lugar el 14 de octubre de 2006.
Desde el 20 de febrero de 2012 también pasa la T6.

## Líneas y conexiones
| << cabecera                 | < estación | línea                 | estación > | cabecera >> |
| --------------------------- | ---------- | --------------------- | ---------- | ----------- |
| Ciutadella \| Vila Olímpica | Glòries    |                       | Espronceda | Gorg        |
| Ciutadella \| Vila Olímpica | Glòries    | Estació de Sant Adrià | Espronceda |             |